# Geografia della Norvegia

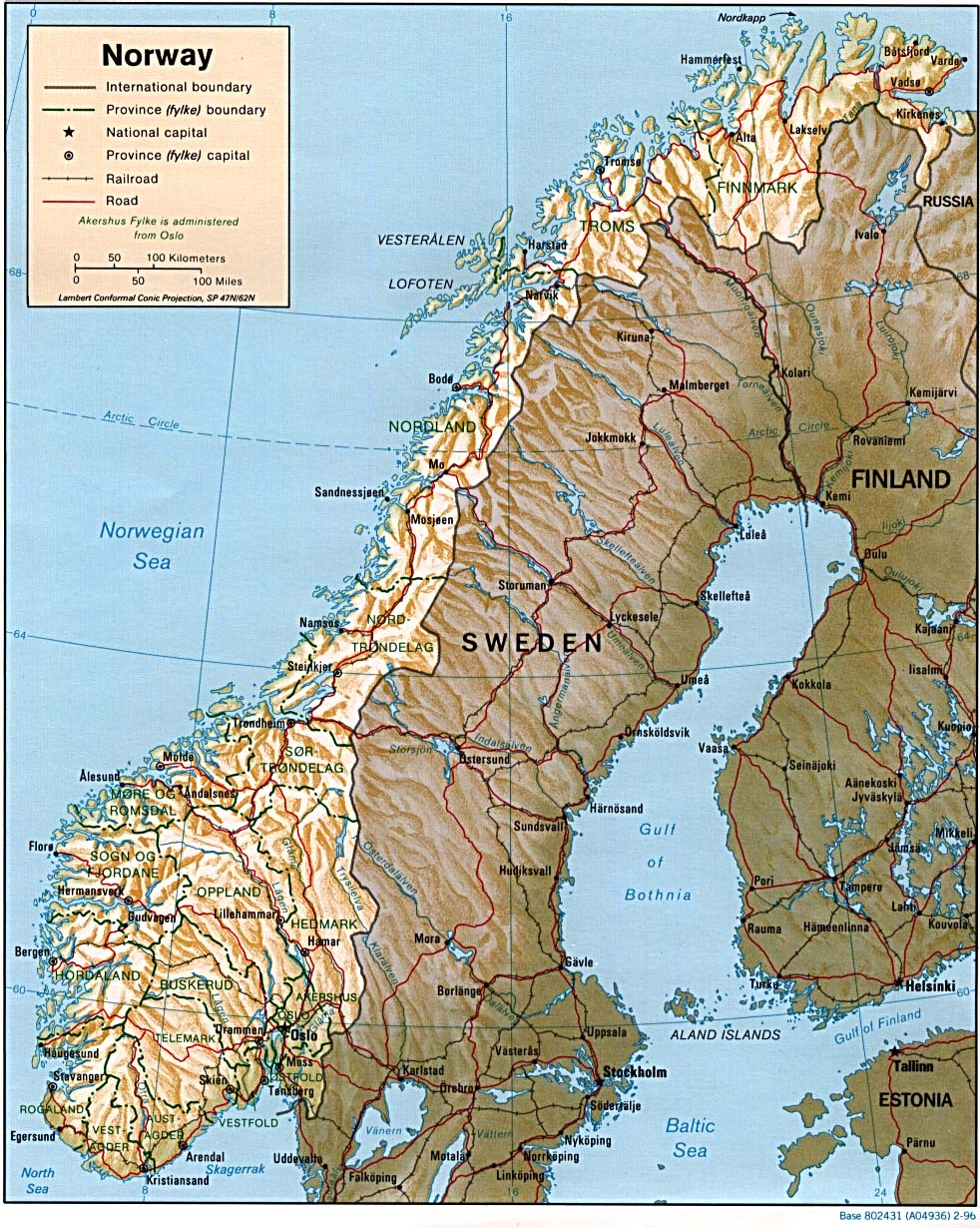
Mappa della Norvegia.

La  Norvegia occupa il versante occidentale della penisola scandinava, di cui la Svezia occupa il versante orientale. Si estende fra 57° 58' e 71° 11' (Knivskjelodd, nell'isola Magerøy) di latitudine nord e tra 4° 40' (sbocco del Sogne Fjord) e 31° 10' (Hornøy, presso Vardø, nel Finnmark orientale) di longitudine est da Greenwich. Confina a nord con il Mar Glaciale Artico, a ovest con il Mare di Norvegia, a sud con il Mare del Nord (Skager Rak), a est con la Svezia (per 1666 km), con la Finlandia (per 709 km), e (dal 1947 - all'epoca Unione Sovietica) con la Russia (191 km). Nel suo insieme la Norvegia forma, lungo il mare omonimo, una fascia di territorio la cui larghezza diminuisce a mano a mano che si procede verso il nord; fra le due estremità settentrionale e meridionale intercorre una distanza di 1756 km; la larghezza invece varia da pochi chilometri (6 in fondo al Tysfjorden) fino a 440 nella sezione meridionale, che è la più ampia.
Il regno di Norvegia con una superficie di 323802 km² sta al decimo posto fra gli Stati europei, precedendo di poco la Polonia (312685 km²), e venendo subito dopo la Finlandia (338145 km²); con le dipendenze artiche (arcipelago delle Svalbard, con Jan Mayen) raggiunge i 386224 km². Quanto a popolazione, la Norvegia è uno degli Stati meno popolati d'Europa, essendo superata, con i suoi 5 320 045 abitanti (2017), anche dalla Finlandia, dalla Danimarca e dalla Svizzera; la sua densità, 16 abitanti per km², è quindi la più bassa del vecchio continente, ove si eccettui quella dell'Islanda, con soli 3 abitanti per km².

## Geologia e morfologia
La Norvegia è costituita in parte notevole da alte terre, che sottraggono alle colture molto suolo; queste alte terre, scendendo ripide verso ovest, separano nettamente la stretta cimosa atlantica dal Paese di terrazzi e di pianure rivolto al Baltico: la Svezia. Per tale ragione la Norvegia ebbe e ha relazioni più strette con la Danimarca, verso la quale si apre a sud con larghe vallate e con il golfo di Oslo, che non con la Svezia. Il fronte oceanico, per il suo aspro rilievo, i brevi corsi d'acqua e il clima umido, forma i fiordi. Da qui derivano i nomi di Vestland e Østland che si oppongono costantemente; tale divisione tra il Vestland e l'Østland si inizia a sud di Trondheim ove l'estensione della Norvegia da ovest a est diviene maggiore.
Nella parte settentrionale della Norvegia, costituita prevalentemente da alte terre, distinguiamo l'ossatura principale della catena scandinava che termina al Capo Nord, una catena secondaria puramente insulare che si dirige verso l'oceano Atlantico (isole Lofoten e Vesterålen) e infine gli altopiani del Finnmark.
Nelle alte terre si hanno i Kiølen (Kiøl, chiglia), serie di massicci irregolarmente disposti, con direzione ora parallela, ora perpendicolare alla costa atlantica, che culminano verso i 2000 m (Kebnekajse, 2123 m) in territorio svedese. La soglia di Trondheim (600 m), utilizzata dalla strada e dalla ferrovia Oslo-Trondheim, corrisponde a un abbassamento generale della catena scandinava che separa Kiølen dalle alte terre del sud o Fjellen (fjell, tavolato montuoso); queste sono in sostanza piattaforme elevate, straordinariamente incise e spezzettate dall'azione degli agenti atmosferici e in gran parte coperte da vasti ghiacciai. Tra i principali sono il Dovre Fjell (Snøhetta, 2286 m) e lo Jotunheim (Glittertind, 2481 m, la vetta più alta della penisola scandinava), separati dalla valle di Gudbrand. La valle di Gudbrand (Gudbrandsdal) è un tipico esempio di quelle valli profonde che, penetrando addentro nel rilievo scandinavo, lo smembrano quasi interamente; è limitata da monti alti oltre 2000 m, mentre il suo fondo non sale che fino alla quota di 625 m.
A sud del Sogne Fjord e del Valdres il Fiell assume l'aspetto di un altopiano immenso, triste e monotono. L'Hardanger Fjell ne è il tipico rappresentante; questo, che raggiunge altezze di 1200-1400 m, forma delle vaste ondulazioni ed è percorso da solchi vallivi profondi con pareti erte e rocciose. L'Hardanger Fjell degrada verso sud nel Setersdal, che termina allo Skager Rak con i terrazzi del Telemark. Sulle montagne del Setersdal l'azione millenaria degli agenti atmosferici ha fortemente agito, trasformandole in montagne arrotondate che non superano i 900 m, e che a sud-est si abbassano ancora in veri e propri poggi collinosi.
La Norvegia dell'est, od Østland, comprende tutto il vasto versante, che dai pendii del Dovre Fjell, del Jotunheim e dell'Hardanger Fjell s'inclina regolarmente da nord-ovest verso sud-est. Anch'essa è formata da numerosi gruppi di piccole montagne, ma qui le valli, conformemente al minor pendio e al loro sbocco su uno stretto ferro di cavallo costiero, corrispondente allo Skager Rak e al Kattegat, presentano un vivo contrasto con la fronte occidentale. Un solo fiordo, quello di Oslo, importante e ramificato, supplisce la serie dei grandi fiordi della costa occidentale. Ai brevi corsi d'acqua del Vestland, tagliati tra fianchi ripidi, succedono qui lunghi fiumi che corrono con pendii più moderati.
Geologicamente la Norvegia appartiene alla Fennoscandia, ampio territorio di rocce molto antiche comprendente la Scandinavia, la Finlandia, la Carelia e la penisola di Kola. Le rocce cristalline, costituite prevalentemente da gneis e granito, sono presenti nella Norvegia meridionale, nella parte nord-occidentale della regione montuosa meridionale (da Bergen a Mandal) e nel Finnmark meridionale, mentre le rocce eruttive appaiono nella zona di sprofondamento di Oslo e sono il risultato di un'azione vulcanica e di giganteschi dislocamenti dell'epoca erciniana (Permiano). Le rocce mesozoiche in Norvegia sono assai scarsamente rappresentate. Verso la fine del Terziario poi e all'inizio del Quaternario, l'insieme delle montagne e degli altopiani scandinavi fu tutto ricoperto da una grandiosa calotta ghiacciata, che si estese al di là del Mar Baltico e del Mare del Nord fino al Volga e ai monti della Germania. Nel complesso però solo il 10% della Norvegia è coperto da materiali detritici; essa fu soprattutto un campo di erosione, come è dimostrato dalle immense conche lacustri, dalle profonde incisioni dei fiordi e dal profilo delle valli.

## Coste

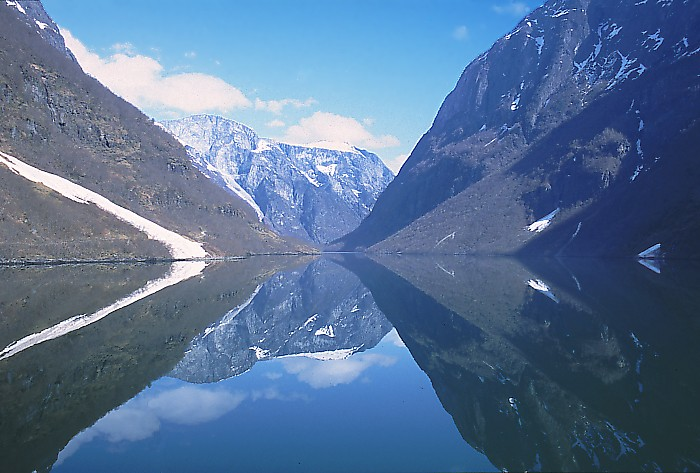
Un ramo del Sogne Fjord

La Norvegia è costituita da più di 3400 km di costa, ma se a esso aggiungiamo la minuta trina di insenature di fiordi e di isole che l'accompagnano per tutta la sua lunghezza si raggiunge un totale di 20000 km. Si tratta di coste alte, rocciose, straordinariamente frastagliate da profonde, caratteristiche incisioni: i fiordi. Questi, secondo l'opinione corrente, vanno considerati come valli fluviali terziarie, modellate e approfondite dai ghiacciai quaternari e successivamente invase dal mare. Notevoli sono il Varanger Fjord, il Vest Fjord, il Trondheims Fjord, il Sogne Fjord, il più lungo di tutti (penetra nella terraferma per circa 176 km), l'Hardangecr Fjord e quello di Oslo.

## Isole
Tutta la costa è accompagnata da una serie di isole alte e rocciose; le più grandi si riuniscono nei due gruppi delle Lofoten e delle Vesterålen. La costa a fiordi è molto adatta allo sviluppo della vita marinara; in fondo ai fiordi o al riparo delle isole si trovano ottimi porti: Tromsø, Trondheim, Bergen, Stavanger.

## Clima
Dal punto di vista climatico fortissimo è il contrasto fra il clima oceanico prevalente a ovest, sull'Atlantico, e quello di tipo continentale che domina sul versante orientale. La Norvegia è lambita da un ramo della Corrente del Golfo, ancora tiepida (3 °C in gennaio, 8 °C in luglio), che dà alla costa un clima marittimo con inverni miti ed estati fresche (quindi senza grandi contrasti) e con piogge abbondanti, specie d'inverno. L'isoterma annua di 0 °C passa a nord delle isole Lofoten. Inoltre la forma del litorale norvegese contribuisce in larga misura al riscaldamento delle regioni interne; la piattaforma continentale che si estende ampiamente al largo delle coste norvegesi impedisce il passaggio alle acque di profondità, più fredde, lasciando passare solo lo strato superficiale, più tiepido. I fiordi poi costituiscono bacini di acqua calda dispersi lungo la costa. Per tale ragione la costa occidentale della Scandinavia ha un clima più dolce di quella orientale. Ne consegue che, mentre nel Mar Baltico meridionale la navigazione è impedita dai ghiacci per un periodo non inferiore ai due mesi e superiore ai cinque nel golfo di Botnia, la costa norvegese resta tutto l'anno accessibile, anche a estreme latitudini. Il beneficio si riflette anche sulla vegetazione (il limite polare di coltivazione dei cereali è circa al 70° di latitudine nord) e sulla vita animale, specie quella marittima con migrazioni in massa di pesci verso le acque litoranee calde e poco profonde.

## Idrografia

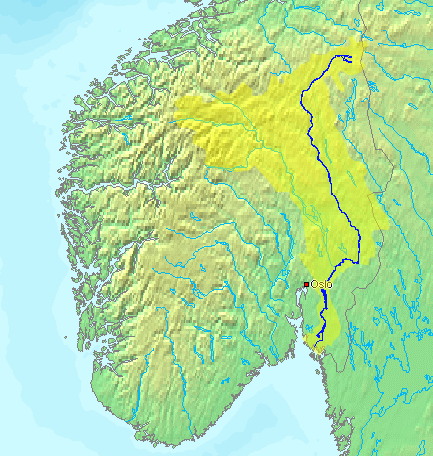
Percorso del fiume Glomma.

Alla spiccata  dissimmetria orografica tra il versante atlantico, ripido e angusto, e il versante baltico, accline e più esteso, della Scandinavia, corrisponde un diverso comportamento dei fiumi. Nell'Atlantico, poiché le alte terre scendono ripidissime sul mare, si versano solo brevi corsi d'acqua che precipitano in cascata. I principali fiumi della Norvegia scorrono perciò sul versante orientale della catena montuosa e si dirigono al Baltico, ove la maggiore distanza delle foci dalle sorgenti determina di regola una minore pendenza. La Norvegia meridionale è attraversata da numerosi corsi d'acqua assai brevi, che scorrono parallelamente tra di loro con direzione nord-sud. In complesso solo su un piccolo numero di essi è possibile la navigazione, poiché le rapide e le cascate intralciano notevolmente i trasporti per via acquea. Anche i fiumi maggiori possono essere utilizzati per un brevissimo tratto.

### Fiumi
Tra i principali corsi d'acqua della Norvegia ricordiamo il Glomma (lungo 560 km), il maggiore fiume della penisola scandinava, che nasce dal Dovrefjell, a 722 m, e si getta nello Skagerrak. La sua valle (Østerdal) è la migliore via di comunicazione tra Oslo e l'Atlantico. Il Gudbrand, tributario del Glomma e lungo 322 km, costituisce anch'esso un'ottima via di penetrazione tra l'Atlantico e lo Skagerrak.

### Laghi
I laghi sono numerosi e corrispondono in genere ai punti di maggiore depressione prodotti nei fondi vallivi dall'erosione glaciale. Sono lunghi, profondi, ma di non troppo larghi, assomigliano piuttosto ad aree di espansione dei fiumi. Il maggiore è il Mjøsa, che ha una superficie di 360 km².